# Neopempelia
Neopempelia é um gênero de mariposa pertencente à família Crambidae.